# کایکوس اکسپرس ایرویز
کایکوس اکسپرس ایرویز (به انگلیسی: Caicos Express Airways) یک شرکت هواپیمایی با کد یاتا 9Q است که در تاریخ ۲۰۱۱ میلادی تأسیس شده است. دفتر مرکزی کایکوس اکسپرس ایرویز در جزایر تورکس و کایکوس واقع شده‌است و قطب این شرکت هواپیمایی در فرودگاه بین‌المللی پراویدنشیالز قرار دارد و به ۷ مقصد، پرواز مستقیم انجام می‌دهد.